# ブルーオニオン

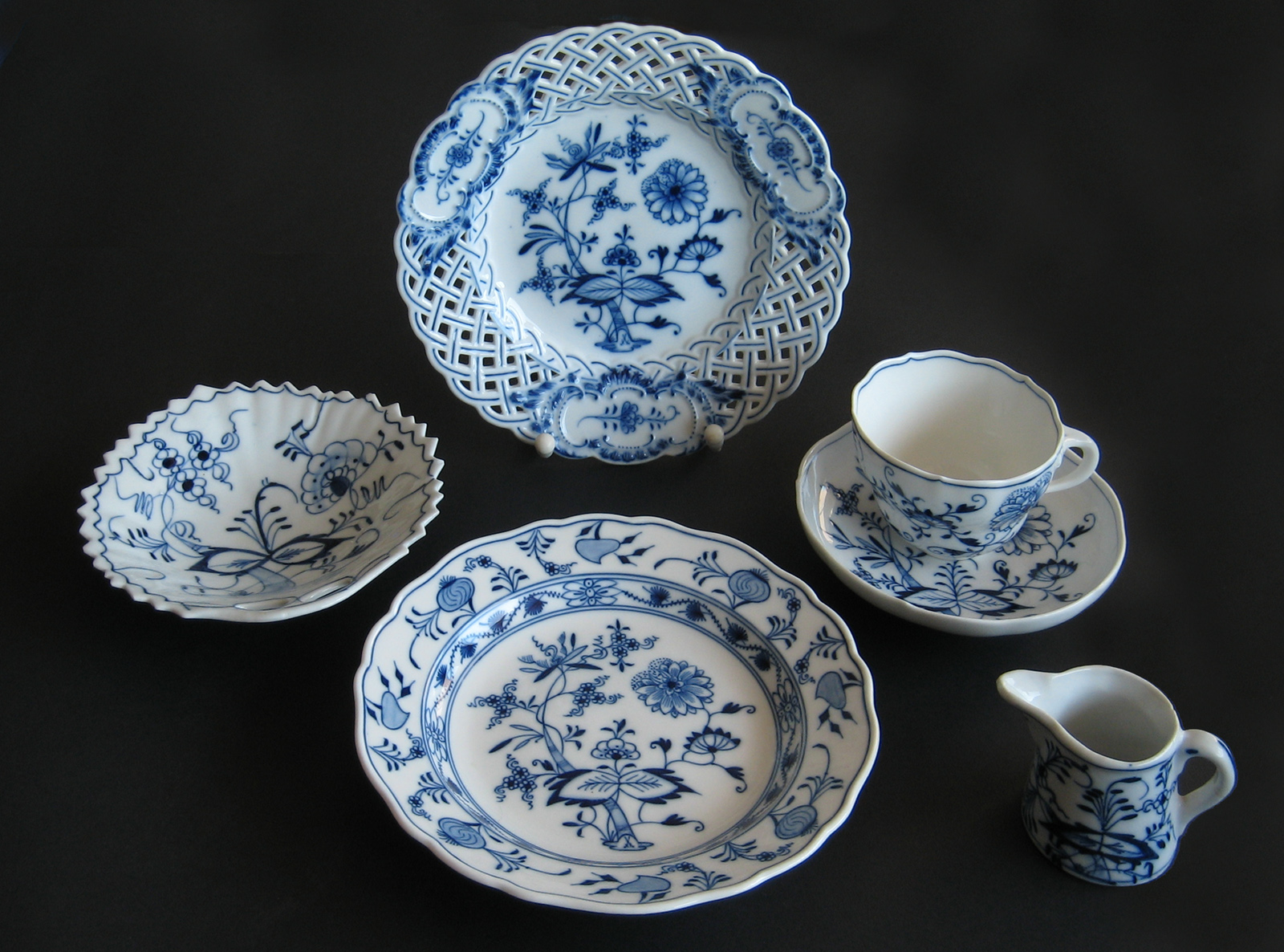
ブルーオニオンの絵柄がある白磁

ブルーオニオン (英: Blue Onion, 独: Zwiebelmuster ツヴィーベルムスタ) とは世界的に有名な白磁のデザイン、またはシリーズのこと。
1739年にマイセンの J.D.クレッチマーが下絵付用の青色の着色材を発明し、中国のザクロ文様をデザインした絵付けを発表したことに始まる。この時代ザクロはスペインを除くヨーロッパではまだ知名度が低かったため、ザクロを知らないドイツの人々により、ザクロの絵柄を青いたまねぎと間違えたことからその呼び名がついたと伝えられている。
デザインは縁起のよいザクロ、竹などがモチーフになっており、現在世界中に 50 種類のブルーオニオンが存在するといわれているが本家本元はマイセンである。
発表初期はあまり人気がなかったようだが、1800年代に入り人気の絵柄になった。

## 世界三大ブルーオニオン
- マイセン
- フッチェンロイター
- カールスバード